# Гай Папірій
Гай Папірій (VI ст. до н. е.) — великий понтифік часів давньоримського царя Тарквинія Гордого, відомий правник часів останніх царів Риму.

## Життєпис
Стосовно Гая Папірія мало відомостей. Він був представників патриціанського роду Папірієв, першим відомим з цього роду, сенатором за часів царя Тарквінія II Гордого. У 509 році до н. е. той домігся обрання Гая Папірія великим понтифіком Риму. Найвідомішою справою Гая Папірія є складання збірки усіх законів часів володарювання у Римі царів — Jus Civile Papirianum. Про подальше життя нічого невідомо.